# Thomas Hutchinson (Gouverneur)

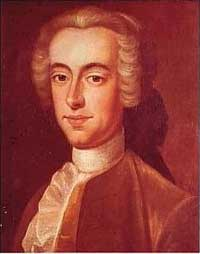
Porträt von Thomas Hutchinson

Thomas Hutchinson (* 9. September 1711 in Boston, Province of Massachusetts Bay; † 3. Juni 1780 in Brompton, England) war ein Geschäftsmann, Historiker und prominenter Politiker der Loyalisten in der Province of Massachusetts Bay in den Jahren vor der Amerikanischen Revolution. Er hatte viele Jahre lang Führungspositionen in der Regierung inne; unter anderem war er von 1769 bis 1774 Gouverneur der Provinz. Als Politiker polarisierte er sehr stark, da er zwar gegen die an die Kolonien gerichteten parlamentarischen Steuergesetze war, jedoch durch John Adams und Samuel Adams als tatsächlicher Befürworter der verhassten britischen Steuern gebrandmarkt wurde. Lord North, der zu dieser Zeit britischer Premierminister war, beschuldigte ihn, wesentlich zu den Spannungen beigetragen zu haben, die schließlich zum Ausbruch des Amerikanischen Unabhängigkeitskriegs führten.
Hutchinsons Anwesen in Boston, das von einem späteren Architekturhistoriker als „das erste voll entwickelte Beispiel für den provinziellen Palladianismus in Neuengland“ bezeichnet wurde, wurde 1765 während Protesten gegen den Stamp Act geplündert. Dabei wurde seine Materialsammlung aus der frühen Geschichte von Massachusetts stark beschädigt. Als stellvertretender Gouverneur setzte er sich im Jahr 1770 nach dem Massaker von Boston dem Angriff eines wütenden Mobs aus und befahl den Rückzug der Truppen in das Castle William. Seine Briefe, in denen er eine Einschränkung der kolonialen Rechte forderte, gelangten 1773 an die Öffentlichkeit und verstärkten seine Unbeliebtheit weiter. Im Mai 1774 wurde er im Amt des Gouverneurs durch General Thomas Gage ersetzt, woraufhin er nach England ins Exil emigrierte. Dort beriet er die Regierung bei Verhandlungen mit den Amerikanern.
Hutchinson war sehr an der kolonialen Geschichte interessiert und hatte eine sehr große Sammlung historischer Dokumente angelegt. Sein Werk History of the Province of Massachusetts Bay umfasste drei Bände, wovon der letzte erst nach seinem Tod veröffentlicht wurde.

## Frühes Leben
Thomas Hutchinson wurde im Bostoner North End als viertes von insgesamt zwölf Kindern geboren. Seine Eltern waren Thomas und Sarah Foster Hutchinson, die beide von wohlhabenden Kaufmannsfamilien aus Neuengland abstammten. Zu ihren Vorfahren gehörte auch Anne Hutchinson. Sein Vater war ebenfalls Kaufmann, engagierte sich jedoch ebenso in politischen, militärischen und Wohlfahrtskreisen und diente dem Provinzrat.
Thomas Jr. besuchte mit 12 Jahren das Harvard College und schloss seine dortige Ausbildung im Jahr 1727 ab. Sein Vater führte ihn früh in die Geschäftswelt ein, wobei er außerordentliches Geschick bewies. So wandelte er im Alter von 21 Jahren ein Geschenk seines Vaters, das aus fünf Zentnern Fisch bestand, in 400 bis 500 £ um. Im Jahr 1732 sammelte er erste politische Erfahrungen, als er den Gouverneur Jonathan Belcher auf eine Reise nach Casco Bay für Verhandlungen mit den Abenaki begleitete. Hutchinson war Teilhaber des Schiffs, mit dem sie unterwegs waren. Im Jahr 1734 heiratete er mit Margaret Sanford die Enkelin des Gouverneurs von Rhode Island Peleg Sanford. Beide Familien blickten auf eine lange gemeinsame Geschäftstätigkeit und gute persönliche Verbindungen zurück – tatsächlich war Margaret eine ferne Verwandte von Thomas.

## Karriere

### Gesetzgeber und Stadtrat

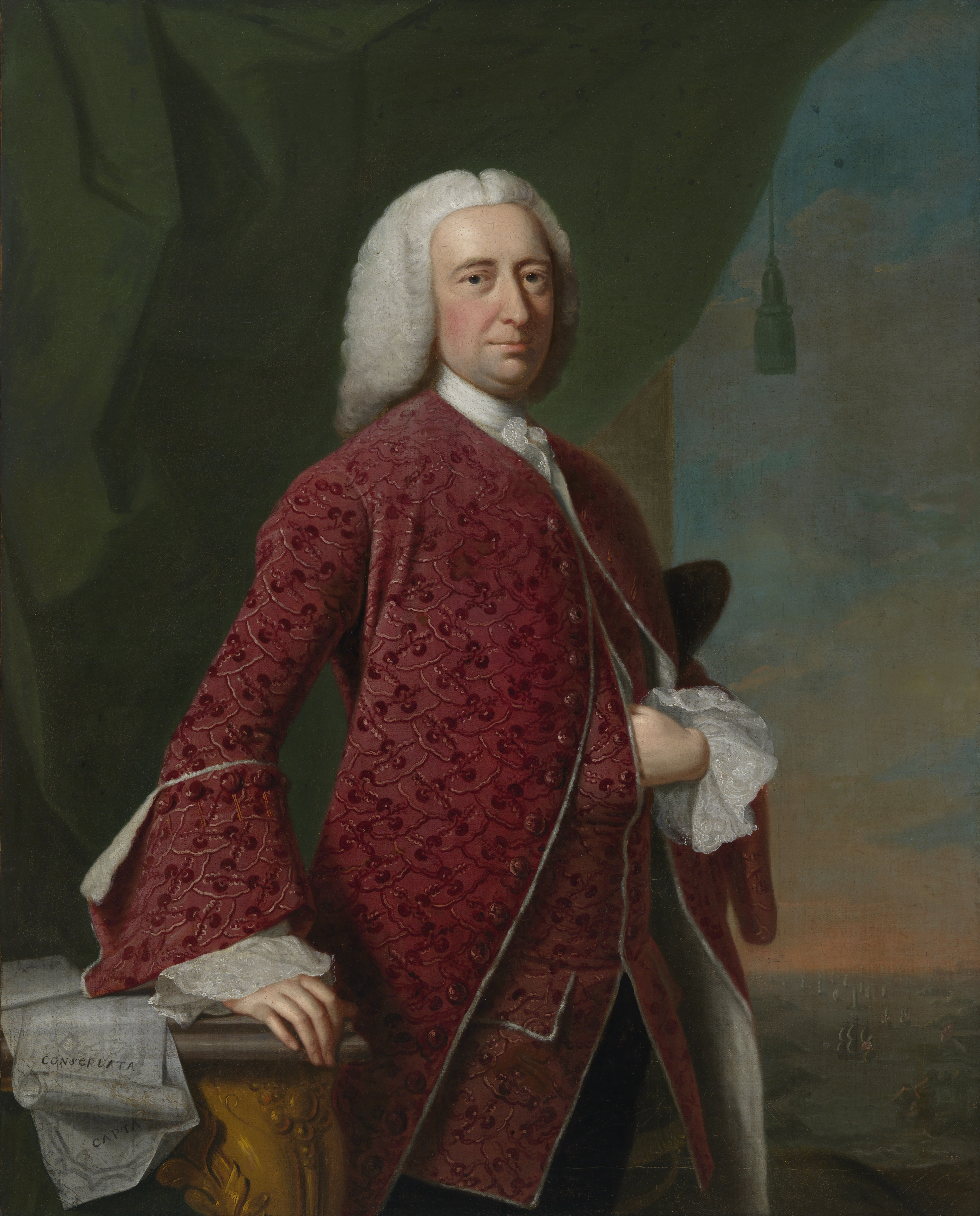
Gouverneur William Shirley

Im Jahr 1737 wurde Hutchinson in das Boston Board of Selectmen gewählt, womit seine politische Karriere begann. Noch im gleichen Jahr erhielt er einen Sitz im Massachusetts General Court. Er sprach sich gegen die übliche Praxis der Provinz aus, Bill of credits als Zahlungsmittel auszugeben, deren inflationärer Wertverfall die lokale Wirtschaft stark beeinträchtigte. Mit dieser Position war er jedoch sehr unbeliebt und wurde 1739 nicht wieder gewählt. Er wurde als Bevollmächtigter nach England entsandt, um die Interessen der Grundstückseigentümer zu vertreten, die von einer durch Georg II. verfügten neuen Grenzziehung zwischen Massachusetts und der Province of New Hampshire betroffen waren, die vor allem New Hampshire bevorteilte. Seine Mission blieb allerdings ohne Erfolg, wenngleich er die Erlaubnis mitbrachte, am Harvard College eine neue Kapelle zu errichten. Diese steht auch heute noch und ist als Holden Chapel bekannt.
1742 wurde er erneut in den General Court gewählt und behielt sein Mandat bis 1749. Die letzten drei Jahre war er dort der Speaker. Seine fortwährenden Bemühungen um eine Währungsreform verärgerten die populistische Fraktion so sehr, dass darüber nachgedacht wurde, seine Besitztümer in Boston und Milton unter besonderen Schutz zu stellen. Als die britische Regierung überzeugt werden konnte, die Ausgaben der Provinz für die 1745 durchgeführte Belagerung von Louisbourg zu erstatten, setzte Hutchinson alles daran, die beträchtlichen Geldmittel in Höhe von etwa 180.000 £ in Gold und Silber zur Erholung der Währung der Provinz zu verwenden. Trotz erheblicher Widerstände brachte er 1749 einen entsprechenden Antrag durch den General Court, dem nicht nur der Rat des Gouverneurs zustimmte, sondern unter den auch der Gouverneur William Shirley seine Unterschrift setzte. Viele Gegner dieses Erlasses waren positiv überrascht, dass der Tausch von Papier gegen Münzgeld keine finanziellen Schocks auslöste, und die Beliebtheit von Hutchinson stieg rasant.
Trotz dieses Erfolgs wurde Hutchinson 1749 aus der Versammlung ausgeschlossen, jedoch unmittelbar danach in den Rat des Gouverneurs berufen. Noch im gleichen Jahr leitete er eine Kommission, die einen Vertrag mit den Indianern im District of Maine aushandeln sollte, der damals noch zu Massachusetts gehörte. Ebenso arbeitete er in Kommissionen zur Grenzbestimmung zur Connecticut Colony und zu Rhode Island mit. 1752 wurde er zum Testamentrichter sowie Richter am Court of Common Pleas ernannt. Nach dem Ausbruch des Siebenjährigen Kriegs im Jahr 1754 wurde er Delegierter am Albany Congress. In dieser Versammlung beteiligte er sich intensiv an den Diskussionen und arbeitete gemeinsam mit Benjamin Franklin an einem Plan für die Vereinigung der Kolonien. Hutchinson stimmte mit Franklin darin überein, dass die herrschende Uneinigkeit die britischen Kolonien in Gefahr brachte und dass eine Entscheidung getroffen werden musste, um die allzu oft im gegenseitigen Wettbewerb stehenden Kolonien zu einem gemeinsamen Ganzen zu vereinen. Hutchinsons Bericht schloss mit der Feststellung, dass die Kolonien aufgefordert werden sollten, „eine Einheit der verschiedenen Regierungen Ihrer Majestät auf dem Kontinent zu schaffen, so dass ihre Gremien, Vermögenswerte und Truppenstärke vergleichbar mit denen ihrer gemeinsamen Feinde werden“.
Seine Frau starb unerwartet im Jahr 1754, woraufhin sich Hutchinson in seine Arbeit stürzte. Diese war allerdings nicht ausschließlich politischer Natur – ebenso unterstützte er akadische Flüchtlinge, die aus ihrer katholischen Heimat in Nova Scotia vertrieben worden waren, obwohl ihm dies im protestantischen Massachusetts keine Freunde einbrachte. Er kümmerte sich darüber hinaus um die Bedürfnisse der im Krieg kämpfenden Soldaten, indem er bedürftige Familien von Veteranen unterstützte.

### Vizegouverneur von Massachusetts

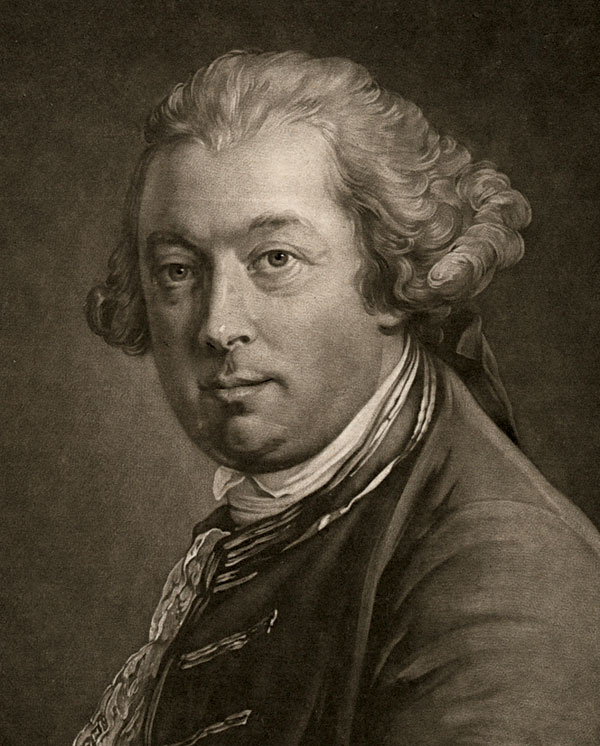
Gouverneur Thomas Pownall

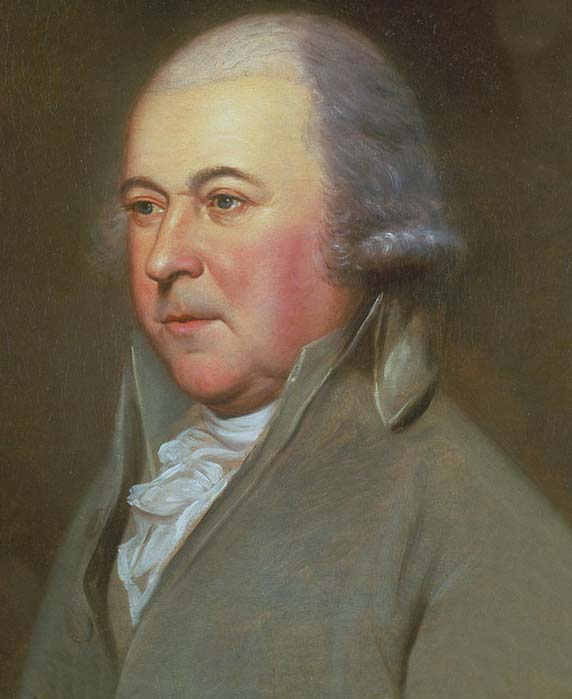
John Adams (hier porträtiert durch Charles Willson Peale) war stets gegen den Aufstieg von Hutchinson in das höchste juristische Amt in der Provinz Massachusetts.

Nachdem Gouverneur Shirley 1757 abberufen worden war, suchte und bekam Hutchinson die Anerkennung des britischen Militärführers John Campbell, der ihn bei seinen Bemühungen unterstützte, Shirley als Gouverneur nachzufolgen. Zu dieser Zeit war Hutchinson aufgrund des Alters und der Gebrechlichkeit des stellvertretenden Gouverneurs Spencer Phips bereits der de facto führende Politiker in der Provinz Massachusetts. Seine Bewerbung um das Amt blieb zwar erfolglos, führte jedoch 1758 zur Ernennung zum Vizegouverneur unter Thomas Pownall. Die Beziehung zwischen den beiden war schwierig, da Pownall im Zentrum politischer Aktivitäten stand, die Gouverneur Shirley vertrieben hatten, unter dessen Gönnerschaft Hutchinson an Macht und Einfluss gewonnen hatte. Pownall unterhielt Beziehungen zu den populistischen Fraktionen im Staat und trachtete danach, den Einfluss der Unterstützer von Shirley zu entfernen. Dabei beauftragte er hin und wieder Hutchinson, sich gegen die Leute zu wenden, die er zuvor unterstützt hatte. Dieser weigerte sich jedoch, dies umzusetzen, da er sie als Willkür des amtierenden Gouverneurs betrachtete und durch derlei Aktivitäten die Stabilität der Provinz gefährdet sah. Pownall, dessen Misstrauen gegen Hutchinson auf Gegenseitigkeit beruhte, beantragte seine Rückversetzung nach England gegen Ende des Jahrs 1759. Die politische Opposition der Unterstützer Shirleys und der Tod einiger seiner führenden Populisten könnten zu dieser Entscheidung beigetragen haben. Er verließ die Provinz am 3. Juni 1760 und hinterließ Hutchinson als amtierenden Gouverneur. Einige Monate später traf Francis Bernard als Ersatz für Pownall ein, um die Amtsgeschäfte zu übernehmen.

#### Hilfsverfügungen
Eine der ersten Amtshandlungen von Bernard bestand in der Ernennung von Hutchinson anstelle von James Otis, Sr. zum Präsidenten des Massachusetts Supreme Judicial Court. Dies brachte die Populisten in Massachusetts, zu deren Wortführern James Otis, Sr. und sein Sohn James Otis, Jr. gehörten, umgehend sowohl gegen Hutchinson als auch Bernard auf, was langfristige Auswirkungen auf die Reputation von Hutchinson hatte. Dies war für ihn besonders tragisch, da er über kein juristisches Fachwissen verfügte und den Posten auch nicht angestrebt hatte. Zudem waren andere Juristen, darunter ein junger Anwalt namens John Adams, darüber ebenfalls schockiert.
Im Jahr 1761 rief Hutchinson einen Sturm der Proteste und Kritiken gegen sich selbst hervor, als er Hilfsverfügungen erließ, in denen er die Zollbehörden autorisierte, willkürliche Durchsuchungen durchzuführen. Obwohl einige dieser Verfügungen bereits in früheren Jahren (und ironischerweise gegen Hutchinson's Einspruch) herausgegeben worden waren und andere lediglich Erneuerungen bereits bestehender Verfügungen darstellten, die durch die Thronbesteigung von Georg III. notwendig geworden waren, nahmen Adams und die Otis-Familie dies zum Anlass, gegen das Machtmonopol von Hutchinson, der zugleich stellvertretender Gouverneur war und einen Sitz im Staatsrat hatte, sowie seine mangelnden Qualifikationen für das Amt des Gerichtspräsidenten erneut zu protestieren.

#### Steuern und derStamp Act
Im Zuge der Diskussionen um den Sugar Act im Jahr 1763 wurde vorgeschlagen, Hutchinson nach England zu senden, um die Ablehnung des Vorschlags durch die Kolonie zu repräsentieren. Gouverneur Bernard jedoch weigerte sich, seinen Stellvertreter zu entsenden, so dass das Gesetz in Kraft trat. Darauf folgten umfangreiche Proteste aus der Kolonie, und Hutchinson stimmte der Meinung unter anderem der Otis-Familie (die zu dieser Zeit damit begann, den Ausdruck „no taxation without representation“ zu nutzen) zu, dass das Gesetz die Wirtschaft von Massachusetts beeinträchtige. In den folgenden Debatten traten jedoch vermehrt Differenzen zwischen Hutchinson und anderen Beteiligten über die Vormachtstellung des Parlaments und der Durchführbarkeit einer formellen kolonialen Vertretung in diesem Gremium auf. Diese wurden durch die persönlichen Animositäten verschärft, die sich zwischen Hutchinson und der Otis-Familie entwickelt hatten.
Unter Anführung von James Otis, Jr. und Oxenbridge Thacher ergriff die anti-parlamentarische Fraktion bei jedem noch so kleinen Streit die Gelegenheit, gegen Hutchinson und sein Machtmonopol zu wettern. Zunächst maß der so Angegriffene den fortwährenden Attacken keine besondere Bedeutung bei, da er davon überzeugt war, dass seine Widersacher entweder fehlgeleitet waren oder fehlgeleitet wurden. Dabei unterschätzte er aber die Auswirkungen dieser Angriffe, die eine geschlossene Opposition mit dem Ziel aufbauten, selbst die Macht zu erlangen, und übersah den Schaden, den dies seiner eigenen Reputation zufügte.
Während der Debatten, die letztlich im Jahr 1765 zur Inkraftsetzung des Stamp Act führten, warnten im Geheimen sowohl Hutchinson als auch Bernard London, das Anliegen nicht weiter zu verfolgen. Hutchinson schrieb: „Es kann nicht gut sein, die Amerikaner zu besteuern. [...] Ihr werdet mehr verlieren als gewinnen.“ Als im Oktober 1764 bei einer Sitzung der Staatsversammlung eine Petition an London formuliert werden sollte, protestierte Hutchinson gegen die Übernahme der Sprache der radikalen Kräfte in das Papier und setzte moderatere Formulierungen durch. Die Petition von Massachusetts wurde daraufhin als zu schwach im Vergleich zu denen der anderen Kolonien angesehen, und Hutchinson wurde weithin dafür gegeißelt, dass er insgeheim danach trachten würde, den Stamp Act umsetzen zu wollen. Er wurde außerdem als Verräter und Betrüger seines Landes bezeichnet. Die Neuigkeiten über die Inkraftsetzung des Stamp Act beförderten mit Samuel Adams einen der lautstärksten Gegner der parlamentarischen Vorherrschaft in eine größere Rolle der Provinzpolitik. Unter vier Augen unterstützte Hutchinson Bemühungen, den Stamp Act wieder aufzuheben, jedoch lieferte sein Unwille, diese Haltung auch öffentlich zu äußern, seinen Gegnern nur noch mehr Munition.

#### Straßenkämpfe

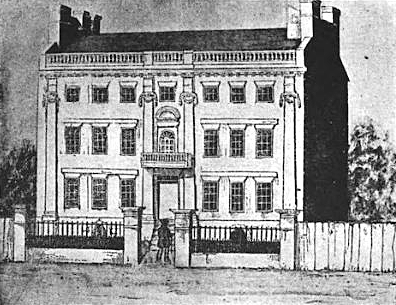
Das Hutchinson house in der Garden Court Street im Bostoner North End

Dem Kolonialsekretär Andrew Oliver, einem Schwager von Hutchinson, wurde das Amt des Stamp Master übertragen, der für die Umsetzung des Stamp Act in der Provinz verantwortlich war. Obwohl Hutchinson offensichtlich keinen Einfluss auf dessen Ernennung hatte, beschuldigten ihn seine Gegner eines weiteren Doppelspiels. Seine Erklärungsversuche versorgten seine Gegner mit noch mehr Material, die erneut seine frühen unpopulären Gesetze anführten und seine Motive in Frage stellten. Am 13. August 1765 stürmte ein Mob das Haus und Büro von Oliver und plünderte beide Gebäude. In der folgenden Nacht wurde Hutchinsons Bostoner Haus umstellt, und die Menge forderte, dass er es formal ablehnen solle, sich in seiner Korrespondenz mit London positiv zum Stamp Act zu äußern. Er lehnte dies ab, und nur die Intervention eines moderaten Anführers verhinderte in dieser Nacht Schlimmeres.
Zwölf Tage später, am Abend des 26. August, wurde das Haus erneut von einem Mob umstellt. Dieses Mal brach die aufgebrachte Menge in das Haus ein und plünderte es systematisch. Hutchinson konnte mit seiner Familie nur knapp entkommen. Die Gewalt dauerte die gesamte Nacht an und die Beschädigungen waren enorm – nicht nur Einrichtungsgegenstände wie das Familiensilber, sondern auch Bestandteile der Bausubstanz des Gebäudes wurden geraubt oder zerstört. Auch Hutchinsons Sammlung historisch bedeutender Manuskripte erlitt erheblichen Schaden. Da er detaillierte Aufzeichnungen seiner Besitztümer besaß, konnte Hutchinson den Wert des angerichteten Schadens auf 2.200 £ beziffern und erhielt von der Provinz mehr als 3.100 £ als Entschädigung. Nach dem Vorfall flüchtete er zunächst in das Castle William und verlegte dann seinen Hauptwohnsitz in sein Haus in Milton.

### Gouverneur von Massachusetts

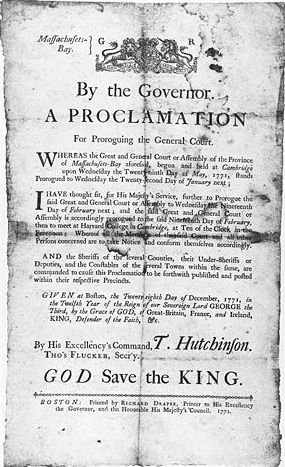
Eine Proklamation von Hutchinson aus dem Jahr 1771

Aufgrund der Kontroverse um den Stamp Act erlangte die radikale Fraktion im Jahr 1766 die Kontrolle sowohl über die Staatsversammlung als auch über den Rat des Gouverneurs. Inmitten verstärkter Spannungen nach der Durchsetzung der Townshend Acts im Jahr 1767 beantragte und erhielt Gouverneur Bernard militärischen Schutz für Amtspersonen der britischen Krone. Briefe, in denen Bernard die Situation in der Provinz beschrieb, gelangten in die Hände der radikalen Opposition und wurden veröffentlicht, was zur Abberufung von Bernard führte. Am 1. August 1769 verließ er die Provinz in Richtung England und hinterließ Hutchinson als amtierenden Gouverneur.
Hutchinsons Versuche, Abstand zwischen sich und der unbeliebten Verwaltung unter Bernard zu bringen, blieben jedoch erfolglos, so dass er sich auch weiterhin Angriffen in der Staatsversammlung und der lokalen Presse ausgesetzt sah. Dennoch bemühte er sich weiter um eine formale Ernennung zum Gouverneur. Er lehnte es dabei kategorisch ab, erneut als Stellvertreter unter einem anderen Gouverneur zu dienen, und zog stattdessen entweder eine Versetzung an einen anderen Ort oder den Rücktritt als Vizegouverneur vor. Er war immer noch amtierender Gouverneur, als die Proteste gegen die Townshend-Steuern am 5. März 1770 im Massaker von Boston ihren Höhepunkt erreichten. Britische Soldaten feuerten in die Menge und töteten dabei fünf Menschen. Hutchinson eilte unmittelbar nach der Schießerei zum Ort des Geschehens und versprach, dass die juristische Aufarbeitung fair verlaufen würde. Am nächsten Tag ließ er alle in den Vorfall verwickelten britischen Soldaten verhaften, jedoch zwangen ihn anhaltende Unruhen in der Stadt, die britischen Truppen zum Rückzug in das Castle William aufzufordern. Die Soldaten mussten sich einem Gerichtsverfahren unterziehen, in dessen Zuge zwei von ihnen wegen fahrlässiger Tötung bei reduziertem Strafmaß verurteilt wurden. Dies erschütterte Hutchinsons Vertrauen in seine Fähigkeit, Vorkommnisse in der Provinz zu bewältigen und veranlasste ihn, ein Rücktrittsgesuch zu verfassen.
Unterdessen hatte sich der ehemalige Gouverneur Bernard in London der Sache angenommen und eine formale Ernennung von Hutchinson zum Gouverneur erreicht. Die vom König unterzeichnete Ernennungsurkunde erreichte Boston im März 1771, als der Brief mit seinem Rücktrittsgesuch bereits auf dem Weg nach London war. Der Kolonialsekretär Lord Hillsborough lehnte den Rücktritt jedoch ab. Die Anweisungen, die gemeinsam mit der Ernennungsurkunde geschickt worden waren, waren sehr exakt formuliert und ließen Hutchinson bei der Ausgestaltung seiner Politik nur wenig Spielraum. Zu den Dingen, die insbesondere Samuel Adams extrem ärgerten, zählten die Befehle, die Anzahl der Treffen des Gouverneurs-Rats zu limitieren sowie die Ernennung von kolonialen Agenten auf Personen zu begrenzen, welche die Genehmigung des Gouverneurs besaßen.
Eine weitere Anweisung besagte, die Provinzversammlung von Boston nach Cambridge zu verlegen, wo sie weniger unter dem Einfluss radikaler Bostoner Politiker stehen würde. Diese in ihrer tatsächlichen Konsequenz nahezu bedeutungslose Forderung führte in der Versammlung zu lautstarken Beschwerden über die Willkürlichkeit der Entscheidungen des Gouverneurs und zum lebhaften Austausch von Argumenten, Widerlegungen und Gegenargumenten zwischen Hutchinson und Mitgliedern der Versammlung, was einen Aktenberg von mehreren tausend Seiten erzeugte und bis 1772 andauerte. Dies unterstützte die radikalen Kräfte, deren Anführer Hutchinsons Vorhaben als abwegigen Versuch darstellten, das Vorrecht der Exekutive weiter zu verfestigen. Die radikalen Gruppen waren noch mehr aufgebracht, als Hutchinson 1772 ankündigte, dass sein Gehalt, das bisher von der Versammlung genehmigt werden musste, zukünftig direkt von der Krone bezahlt werde. Dies wurde von seinen Gegnern als weitere Usurpation der Macht gesehen, die nach ihrer Ansicht der Provinz gehörte.

## Die Briefaffäre und dieTea Party
Im Jahr 1772 gelangten einige von Hutchinson und Andrew Oliver verfasste Briefe über koloniale Angelegenheiten in den Besitz von Benjamin Franklin, der zu dieser Zeit Kolonialagent in London war. Diese sandte Franklin zum Speaker des Massachusetts House Thomas Cushing, der dem politischen Streit relativ neutral gegenüberstand. Die Briefe fielen jedoch in die Hände von Samuel Adams, dem Sekretär des Hauses, der sie im Juni 1773 veröffentlichte. In diesen privaten, an Thomas Whately gerichteten Briefen aus den Jahren 1767 bis 1769 empfahl Hutchinson, die Volksherrschaft nach und nach zurückzunehmen und die Freiheiten der Kolonien zu beschneiden. Die letztgenannte Forderung stellte er aufgrund der Beobachtung auf, dass die Leitung der Kolonien durch ein Parlament im entfernten London schlussendlich den Verlust einiger Rechte erforderte. Dieser Zusammenhang wurde jedoch von seinen Gegnern entfernt, und die so gekürzten Briefe wurden massenhaft in den Kolonien vervielfältigt, was zu Aufruhr bis nach Philadelphia führte. Die Provinzversammlung verfasste eine Petition an das Handelsministerium mit der Forderung, Hutchinson zu entlassen. Dieser wiederum war besorgt um die Auswirkungen, welche die Veröffentlichung der Briefe in London haben könnte, und bat um die Erlaubnis, zu seiner Verteidigung nach London reisen zu dürfen. Seine Anfrage und die Petition wurden jedoch erst zu Beginn des Jahres 1774 in London diskutiert.
In der Zwischenzeit hatte das britische Parlament alle Steuern der Townshend Acts bis auf diejenige auf Tee wieder aufgehoben und den Tea Act verabschiedet, durch den die British East India Company die Erlaubnis erhielt, Tee direkt in die Kolonien zu bringen und dort zu verkaufen. Dies schnitt die Kolonialhändler von ihrer Versorgungskette ab und sorgte dafür, dass die Preise für geschmuggelten holländischen Tee deutlich unterboten werden konnten. Die Kaufleute in den gesamten nordamerikanischen Kolonien organisierten daraufhin eine Gegenbewegung mit dem Ziel, die Teelieferungen der Ostindienkompanie zu unterbinden. In Massachusetts führten diese Aktionen am 16. Dezember 1773 zur Boston Tea Party, in deren Verlauf der Tee der Kompanie in den Hafen gekippt wurde. Hutchinson zählte zu den Geschäftsleuten, mit denen die Kompanie Lieferverträge abgeschlossen hatte, jedoch spielte er keine Rolle in seiner Wahl als Warenempfänger.
Als die Mitglieder der Handelskammer zusammentraten, um über den Antrag zur Entlassung von Hutchinson zu beraten, diskutierten sie auch die Tea Party. Benjamin Franklin musste sich harsche Kritik anhören und wurde als kolonialer Postmaster General entlassen. Der Antrag der Provinzversammlung wurde als „haltlos“ und „lästig“ abgelehnt, der Bitte von Hutchinson um eine Reise nach London wurde jedoch entsprochen. Im Mai 1774 kam General Thomas Gage in Boston an, um den Posten als Gouverneur zu übernehmen und die Coercive Acts umzusetzen, die das britische Parlament als Reaktion auf die Tea Party erlassen hatte. Hutchinson setzte in dem Glauben, Massachusetts nur vorübergehend zu verlassen, am 1. Juni 1774 Segel gen England.

## Exil
Nach seiner Ankunft in London wurde Hutchinson eine Audienz beim König gewährt, der ihn zu den politischen Angelegenheiten in Nordamerika befragte. Er wurde außerdem freundlich vom Kolonialsekretär Lord Rockingham und dem damaligen Premierminister Lord North empfangen. Er wurde von den Whigs im Parlament kritisiert, worauf er in einem nicht veröffentlichten Manuskript reagierte. Er wurde auch weiterhin wohlwollend vom König behandelt und war gezwungen, das Angebot des Adelstitels Baronet abzulehnen, weil er aufgrund seines Exils den größten Teil seines Vermögens verloren hatte.
Am 4. Juli 1776 wurde Hutchinson von der University of Oxford der Juris Doctor ehrenhalber verliehen. Seine Feinde in Massachusetts führten ihre Angriffe gegen seinen Ruf fort, und seine Abwesenheit machte es ihm unmöglich, darauf zu reagieren und die Anschuldigungen zu entkräften. Seine Besitztümer wurden – ebenso wie diejenigen anderer im Exil befindlichen Loyalisten – beschlagnahmt und vom Staat verkauft. Sein Haus in Milton wurde vom Ehepaar James Warren und Mercy Otis Warren gekauft; ironischerweise war Mercy die Schwester seines langjährigen Feindes James Otis, Jr.
Verbittert und enttäuscht setzte Hutchinson seine Arbeit an der Geschichte der Kolonie fort, in die er viele Jahrzehnte eigener Forschungen einbringen konnte. Zwei Bände wurden noch zu seinen Lebzeiten veröffentlicht: Band 1 der History of Massachusetts erschien 1764, Band 2 folgte 1767. Der dritte Band wurde posthum publiziert und umfasste auch seine eigenen Amtszeiten als stellvertretender sowie amtierender Gouverneur. Hutchinson starb im Alter von 68 Jahren am 3. Juni 1780 in Brompton, das heute zu London gehört, und wurde in Croydon beerdigt.

## Erbe
Vor dem Hintergrund seiner exponierten Stellung und der Konzentration der Opposition auf seine Person war Hutchinsons Reputation in den Vereinigten Staaten lange Zeit sehr schwach; der Erfolg seiner politischen Feinde stellte sicher, dass er als Verräter an seinem Heimatstaat Massachusetts und an dessen Freiheitsbestreben angesehen wurde. Erst im 20. Jahrhundert konnten ihn Biografen rehabilitieren, indem sie im Detail erklärten, wie und warum er auf diese Weise verunglimpft wurde.
Die Überreste von Hutchinsons Landhaus in Milton wurden für die Nachwelt erhalten und befinden sich heute als Governor Hutchinson’s Field im Besitz der Trustees of Reservations. Das Denkmal wurde in das National Register of Historic Places aufgenommen und steht für die Öffentlichkeit frei zur Besichtigung. Besonders sehenswert ist dort ein zu Hutchinsons Zeiten errichteter Ha-Ha. Boston selbst setzte alles daran, unmittelbar nach seiner Abreise alle nach ihm benannten Straßen und Sehenswürdigkeiten umzubenennen. Heute gibt es jedoch wieder eine Hutchinson Street.

## Veröffentlichungen
- Hutchinson, Thomas: The History of Massachusetts: From the First Settlement Thereof in 1628 Until the Year 1750, 1764